# Luang Prabang (província)
Luang Prabang ou Louangphabang é uma província do Laos. Sua capital é a cidade de Luang Prabang.

## Distritos
- Nambak
- Ngoy
- Viengkham
- Pakseng
- Pak Ou
- Chomphet
- Phonxai
- Luang Prabang
- Xiang Ngeun
- Nan
- Phoukhoun